# Noyal
Noyal é uma comuna francesa na região administrativa da Bretanha, no departamento Côtes-d'Armor. Estende-se por uma área de 6,79 km². Em 2010 a comuna tinha 945 habitantes (densidade: 139,2 hab./km²).